# Allomyces javanicus
Allomyces javanicus är en svampart som beskrevs av Kniep 1929. Allomyces javanicus ingår i släktet Allomyces och familjen Blastocladiaceae.   Inga underarter finns listade i Catalogue of Life.